# Estádio Carlos Salazar Hijo
O Estádio Carlos Salazar Hijo é um estádio de futebol situado em Mazatenango, na Guatemala.
Pertencente ao Suchitepéquez, foi inaugurado em 24 de novembro de 1966. Sua capacidade atual é de 10 mil lugares (o estádio possuía anteriormente uma capacidade para receber 12 mil torcedores, reduzida posteriormente por questões de segurança). O nome é uma homenagem ao narrador esportivo Carlos Salazar Jr., responsável por organizar uma maratona para arrecadar dinheiro para a construção do estádio, que foi também o primeiro do interior da Guatemala a receber iluminação. Em 2000, foi aprovado pela FIFA para receber jogos internacionais.
Além do Suchitepéquez, foi também usado nas eliminatórias para a Copa de 2002, quando a Seleção Guatemalteca venceu a Costa Rica por 2 a 1 e um empate por 1 a 1 com os Estados Unidos.